# Campionati europei di ciclismo su pista 2023
I Campionati europei di ciclismo su pista 2023 si sono svolti a Grenchen, in Svizzera, dall'8 al 12 febbraio 2023.

## Programma

### Legenda
|   | Competizioni |
| F | Finale       |
| P | Pomeriggio   |
| S | Sera         |

| Data →                   | 8 | 8     | 9  | 9 | 10           | 10 | 11     | 11     | 12    | 12    |
| Evento ↓                 | P | S     | P  | S | P            | S  | P      | S      | P     | S     |
| ------------------------ | - | ----- | -- | - | ------------ | -- | ------ | ------ | ----- | ----- |
| Chilometro a cronometro  |   |       | Q  | F |              |    |        |        |       |       |
| Keirin                   |   |       |    |   |              |    |        |        | R1, R | R2, F |
| Velocità                 |   |       |    |   | Q, 1/16, 1/8 | QF |        | SF, F  |       |       |
| Velocità a squadre       | Q | R1, F |    |   |              |    |        |        |       |       |
| Inseguimento individuale |   |       |    |   | Q            | F  |        |        |       |       |
| Inseguimento a squadre   | Q |       | R1 | F |              |    |        |        |       |       |
| Corsa a punti            |   |       |    | F |              |    |        |        |       |       |
| Americana                |   |       |    |   |              |    |        |        | Q     | F     |
| Scratch                  |   |       |    |   | Q            | F  |        |        |       |       |
| Omnium                   |   |       |    |   |              |    | SC, TR | GE, CP |       |       |
| Corsa a eliminazione     |   | F     |    |   |              |    |        |        |       |       |

| Data →                   | 8 | 8     | 9           | 9  | 10        | 10     | 11 | 11 | 12    | 12    |
| Evento ↓                 | P | S     | P           | S  | P         | S      | P  | S  | P     | S     |
| ------------------------ | - | ----- | ----------- | -- | --------- | ------ | -- | -- | ----- | ----- |
| 500 metri a cronometro   |   |       |             |    |           |        | Q  | F  |       |       |
| Keirin                   |   |       |             |    |           |        |    |    | R1, R | R2, F |
| Velocità                 |   |       | Q,1/16, 1/8 | QF |           | SF, F  |    |    |       |       |
| Velocità a squadre       | Q | R1, F |             |    |           |        |    |    |       |       |
| Inseguimento individuale |   |       |             |    |           |        | Q  | F  |       |       |
| Inseguimento a squadre   | Q |       | R1          | F  |           |        |    |    |       |       |
| Corsa a punti            |   |       |             |    |           |        | Q  | F  |       |       |
| Americana                |   |       |             |    |           |        |    |    | Q     | F     |
| Scratch                  |   | F     |             |    |           |        |    |    |       |       |
| Omnium                   |   |       |             |    | Q, SC, TR | GE, CP |    |    |       |       |
| Corsa a eliminazione     |   |       |             | F  |           |        |    |    |       |       |

## Medagliere
| Pos.   | Paese         | Oro | Argento | Bronzo | Totale |
| ------ | ------------- | --- | ------- | ------ | ------ |
| 1      | Germania      | 7   | 1       | 5      | 13     |
| 2      | Gran Bretagna | 4   | 6       | 2      | 12     |
| 3      | Paesi Bassi   | 4   | 1       | 5      | 10     |
| 4      | Italia        | 3   | 3       | 1      | 7      |
| 5      | Francia       | 1   | 3       | 7      | 11     |
| 6      | Belgio        | 1   | 1       | 1      | 3      |
| 7      | Portogallo    | 1   | 1       | 0      | 2      |
| 8      | Norvegia      | 1   | 0       | 0      | 1      |
| 9      | Polonia       | 0   | 3       | 1      | 4      |
| 10     | Spagna        | 0   | 3       | 0      | 3      |
| Totale | Totale        | 22  | 22      | 22     | 66     |

## Sommario degli eventi
| Eventi                            | Oro                                                                             | Prestazione         | Argento                                                                                   | Prestazione      | Bronzo                                                                                | Prestazione        |
| Uomini                            |                                                                                 |                     |                                                                                           |                  |                                                                                       |                    |
| Chilometro a cronometro dettagli  | Jeffrey Hoogland                                                                | 58"203              | Alejandro Martínez                                                                        | 59"687           | Maximilian Dörnbach                                                                   | 59"778             |
| Keirin dettagli                   | Harrie Lavreysen                                                                | Harrie Lavreysen    | Patryk Rajkowski                                                                          | Patryk Rajkowski | Jeffrey Hoogland                                                                      | Jeffrey Hoogland   |
| Velocità dettagli                 | Harrie Lavreysen                                                                | Harrie Lavreysen    | Mateusz Rudyk                                                                             | Mateusz Rudyk    | Rayan Helal                                                                           | Rayan Helal        |
| Velocità a squadre dettagli       | Paesi Bassi Jeffrey Hoogland Harrie Lavreysen Roy van den Berg Tijmen van Loon  | 42"325              | Gran Bretagna Jack Carlin Alistair Fielding Hamish Turnbull Joseph Truman                 | 43"565           | Francia Timmy Gillion Sébastien Vigier Melvin Landerneau                              | 43"332             |
| Inseguimento individuale dettagli | Jonathan Milan                                                                  | 4'03"744            | Daniel Bigham                                                                             | 4'05"860         | Tobias Buck-Gramcko                                                                   | 4'09"796           |
| Inseguimento a squadre dettagli   | Italia Filippo Ganna Francesco Lamon Jonathan Milan Manlio Moro Simone Consonni | 3'47"667            | Gran Bretagna Daniel Bigham Charlie Tanfield Ethan Vernon Oliver Wood                     | 3'48"800         | Francia Thomas Denis Corentin Ermenault Quentin Lafargue Benjamin Thomas Adrien Garel |                    |
| Corsa a punti dettagli            | Simone Consonni                                                                 | 54 pt.              | Albert Torres                                                                             | 51 pt.           | Donavan Grondin                                                                       | 48 pt.             |
| Americana dettagli                | Germania Roger Kluge Theo Reinhardt                                             | 43 pt.              | Italia Simone Consonni Michele Scartezzini                                                | 34 pt.           | Francia Donavan Grondin Benjamin Thomas                                               | 32 pt.             |
| Scratch dettagli                  | Oliver Wood                                                                     | Oliver Wood         | Roy Eefting                                                                               | Roy Eefting      | Donavan Grondin                                                                       | Donavan Grondin    |
| Omnium dettagli                   | Benjamin Thomas                                                                 | 162 pt.             | Simone Consonni                                                                           | 146 pt.          | William Perrett                                                                       | 136 pt.            |
| Corsa a eliminazione dettagli     | Tim Torn Teutenberg                                                             | Tim Torn Teutenberg | Rui Oliveira                                                                              | Rui Oliveira     | Philip Heijnen                                                                        | Philip Heijnen     |
| Donne                             |                                                                                 |                     |                                                                                           |                  |                                                                                       |                    |
| 500 metri a cronometro dettagli   | Emma Hinze                                                                      | 32"947              | Taky Marie-Divine Kouamé                                                                  | 33"390           | Hetty van de Wouw                                                                     | 33"554             |
| Keirin dettagli                   | Lea Friedrich                                                                   | Lea Friedrich       | Emma Finucane                                                                             | Emma Finucane    | Emma Hinze                                                                            | Emma Hinze         |
| Velocità dettagli                 | Lea Friedrich                                                                   | Lea Friedrich       | Pauline Grabosch                                                                          | Pauline Grabosch | Sophie Capewell                                                                       | Sophie Capewell    |
| Velocità a squadre dettagli       | Germania Lea Friedrich Pauline Grabosch Emma Hinze Alessa-Catriona Pröpster     | 46"865              | Gran Bretagna Lauren Bell Emma Finucane Katy Marchant Sophie Capewell                     | 47"639           | Paesi Bassi Kyra Lamberink Steffie van der Peet Hetty van de Wouw                     | 47"431             |
| Inseguimento individuale dettagli | Franziska Brauße                                                                | 3'20"101            | Josie Knight                                                                              | 3'23"613         | Mieke Kröger                                                                          | 3'24"895           |
| Inseguimento a squadre dettagli   | Gran Bretagna Katie Archibald Neah Evans Josie Knight Anna Morris Elinor Barker | 4'13"890            | Italia Martina Alzini Elisa Balsamo Martina Fidanza Vittoria Guazzini Letizia Paternoster | 4'16"018         | Germania Franziska Brauße Lisa Klein Mieke Kröger Laura Süßemilch                     | 4'14"402           |
| Corsa a punti dettagli            | Anita Stenberg                                                                  | 56 pt.              | Shari Bossuyt                                                                             | 42 pt.           | Marie Le Net                                                                          | 34 pt.             |
| Americana dettagli                | Gran Bretagna Katie Archibald Elinor Barker                                     | 38 pt.              | Francia Victoire Berteau Clara Copponi                                                    | 25 pt.           | Italia Elisa Balsamo Vittoria Guazzini                                                | 19 pt.             |
| Scratch dettagli                  | Maria Martins                                                                   | Maria Martins       | Eukene Larrarte                                                                           | Eukene Larrarte  | Daria Pikulik                                                                         | Daria Pikulik      |
| Omnium dettagli                   | Katie Archibald                                                                 | 155 pt.             | Daria Pikulik                                                                             | 124 pt.          | Lotte Kopecky                                                                         | 124 pt.            |
| Corsa a eliminazione dettagli     | Lotte Kopecky                                                                   | Lotte Kopecky       | Valentine Fortin                                                                          | Valentine Fortin | Maike van der Duin                                                                    | Maike van der Duin |